# Chalil
Chalil (arab. خليل) – wieś w Syrii, w muhafazie Aleppo, w dystrykcie Ajn al-Arab. W 2004 roku liczyła 433 mieszkańców.